# Urozelotes clarus
Espèce
Synonymes
- Zelotes clarus Wunderlich, 2023

Urozelotes clarus est une espèce d'araignées aranéomorphes de la famille des Gnaphosidae.

## Distribution
Cette espèce est endémique d'Algarve au Portugal,. Elle se rencontre vers São Brás de Alportel.

## Description
Le mâle holotype mesure 5,2 mm.

## Systématique et taxinomie
Cette espèce a été décrite sous le protonyme Zelotes clarus par Wunderlich en 2023 dans le sous-genre Urozelotes qui est considéré comme un genre.

## Publication originale
- Wunderlich, 2023 : « Contribution to the spider (Araneida) fauna of the Algarve, Portugal, with notes on the phylogeny of the superfamily Araneoidea and the description of the new araneoid family Fonteferridae. » Beiträge zur Araneologie, vol. 16, p. 4-112 & 231-233.